# Ngựa Nokota
Ngựa Nokota là một giống ngựa có nguồn gốc từ Hoa Kỳ, đây là nhóm giống ngựa thuộc nhóm ngựa hoang và bán hoang dã sinh sống ở vùng phía tây nam vùng Bắc Dakota ở Hoa Kỳ. Có nhiều tư liệu khác nhau về tên gọi của giống ngựa này, theo đó có tư liệu cho rằng tên gọi Nokota lấy tên của nó từ Nakota là tên của những người sinh sống ở Bắc và Nam Dakota trong khi một tư liệu khác nói rằng tên gọi này là sự kết hợp của No rth Da kota và được anh em nhà Kuntz đặt tên.

## Lịch sử
Giống ngựa này phát triển trong thế kỷ XIX từ nền tảng di truyền bao gồm những con ngựa nuôi được lai tạo từ những con ngựa của người Mỹ bản địa ở địa phương trộn lẫn với ngựa Tây Ban Nha, ngựa Thuần Chủng (Thoroughbred) và các giống ngựa liên quan. Ngựa Nokota gần như bị xóa sổ trong đầu thế kỷ XX khi nông dân phối hợp với các cơ quan nhà nước và liên bang, cùng nhau hợp tác cho những dự án giảm sự cạnh tranh thức ăn nước uống khi chăn thả gia súc. Tuy nhiên, khi Vườn Quốc gia Theodore Roosevelt được thành lập vào những năm 1940, một vài nhóm ngựa vô tình bị mắc kẹt bên trong Vườn Quốc gia này và do đó chúng may mắn được bảo tồn.
Vào năm 1986, Công viên Quốc gia Theodore Roosevelty đã bán một số lượng lớn ngựa, bao gồm cả ngựa giống, và thả một số con ngựa giống với dòng máu bên ngoài vào đàn. Tại thời điểm này, anh em Leo và Frank Kuntz bắt đầu mua những con ngựa với mục đích bảo tồn giống, và thành lập Bảo tồn Ngựa Nokota vào năm 1999, sau đó bắt đầu đăng ký giống thông qua cùng một tổ chức, ông ta bắt đầu công việc này với một đàn gồm 54 cá thể ngựa. Ngày nay, Công viên Quốc gia Theodore Roosevelty tiến hành thường xuyên việc kiểm soát số lượng cá thể trong đàn (gọi là biện pháp "tỉa thưa") để duy trì số lượng từ 70 đến 110 cá thể, và những con ngựa thừa được bán hết. 